# Бастија-Борго Пазна (Равена)
Бастија-Борго Пазна је насеље у Италији у округу Равена, региону Емилија-Ромања.
Према процени из 2011. у насељу је живело 192 становника. Насеље се налази на надморској висини од 11 м.